# Rivière des Aigles (vattendrag i Kanada, lat 48,97, long -71,69)
Rivière des Aigles är ett vattendrag i Kanada.   Det ligger i provinsen Québec, i den östra delen av landet, 500 km nordost om huvudstaden Ottawa.
I omgivningarna runt Rivière des Aigles växer i huvudsak blandskog. Trakten runt Rivière des Aigles är nära nog obefolkad, med mindre än två invånare per kvadratkilometer.